# ボブ・レイニア
ロバート・ジェリー・レイニア・ジュニア（Robert Jerry Lanier Jr., 1948年9月10日 - 2022年5月10日）は、アメリカ合衆国の元プロバスケットボール選手。NBAのデトロイト・ピストンズ及びミルウォーキー・バックスで活躍し、1992年にバスケットボール殿堂入りを果たした。

## 概要
ニューヨーク州のバッファローで生まれたレイニアは聖ボナヴェントゥラ大学のバスケットボールチームで活躍し、1968-1970年の3年間連続でコンバース社のオールアメリカンチームに選抜されている。1970年にはチームをNCAA男子バスケットボールトーナメントの準々決勝まで導いたものの、ケガによりトーナメントを退場した。チームは敗戦したものの、その年様々な団体から賞を受賞し、一気にドラフト会議の目玉選手となった。
1970年のNBAドラフトでデトロイト・ピストンズに1位指名を受けたレイニアは1970-1971年のシーズン終了後NBAのオールルーキーチームに選抜され、1980年にミルウォーキー・バックスにトレードされるまでピストンズのスター選手として活躍した。レイニア移籍後のバックスは1979年から1984年までの5シーズンすべてディビジョン優勝を果たしている。引退した1984年にはオスカー・ロバートソンリーダーシップ賞を受賞した。
NBAでの14シーズンでレイニアは1試合平均20.1ポイントと10.1リバウンドをマークし、フィールドからのショット成功率51.4%を誇った。NBAオールスターゲームには8度出場し、1974年のオールスターゲームでは最優秀選手に選ばれている。引退後はバスケットボール殿堂入りを果たし、レイニアの背番号16はピストンズとバックスの両チームで永久欠番となっている。
引退後はゴールデンステート・ウォリアーズのコーチとなり、ヘッドコーチのドン・ネルソンが1994-1995年のシーズン中に辞任した際は残りの37試合チームの指揮を取り、12勝25敗の成績を残した。
サイズ22の靴を履いていたレイニアは当時のNBA史上もっとも足のサイズが大きな選手だった。その足の大きさはミラー社の宣伝などでも人気を博し、スパーキー・ライルやジョン・マッデン等1980年代のスポーツスターともコマーシャルで競演している。マサチューセッツ州スプリングフィールドのバスケットボール殿堂では来訪者がレイニアの靴の大きさを拝見できる展示物も置かれている。